# Hugo Traub

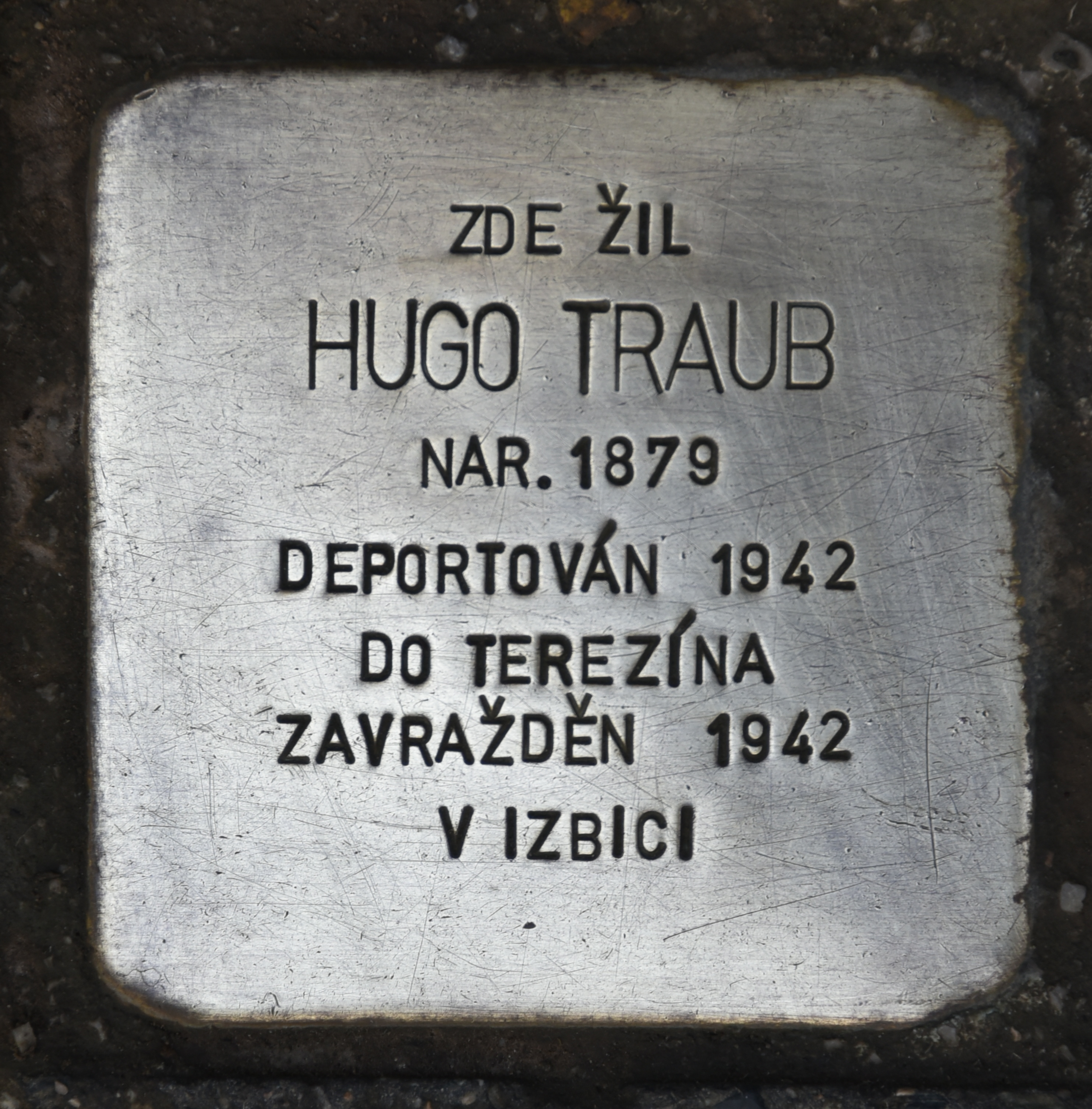
Stolperstein für Hugo Traub

Hugo Traub (18. April 1879 in Čáslav, Bezirk Kuttenberg, Königreich Böhmen – nach dem 26. April 1942 im Ghetto Izbica) war ein böhmischer und tschechoslowakischer Historiker. 1942 wurde er erst nach Theresienstadt und anschließend in das Ghetto Izbica deportiert. Er hat die Shoah nicht überlebt.

## Leben
Hugo Traub studierte von 1900 bis 1905 an der Karls-Universität Prag Geschichte und Geographie. Er graduierte am 27. März 1905. Ab 1904 lehrte er an verschiedenen Schulen in Brünn. Am 26. Dezember 1907 heiratete er in Prag Ela, geborene Oplatková; am 15. November 1908 wurde Sohn Jiří Rostislav Traub geboren. 1910 zog die Familie nach Brünn.
Ab 1928 war er Mitglied des Sokol Brno I. 1930 wurde er Honorar-Professor an der Technischen Universität Brünn. Er schrieb zahlreiche Bücher und Aufsätze, vor allem über die politische Entwicklung des 19. Jahrhunderts, auch ein Geschichtslehrbuch für Gymnasien wurde von ihm verfasst. Nach dem Münchner Abkommen 1939 durfte er nicht mehr unterrichten und wurde aus „rassischen Gründen“ entlassen.
Am 29. März 1942 wurde Hugo Traub zusammen mit seiner Frau mit dem Transport Ae von Brünn nach Theresienstadt deportiert (seine Gefangenennummer auf diesem Transport lautete 400), von dort wurde er zusammen mit seiner Frau in das Ghetto Izbica deportiert (Transport Aq; seine Gefangenennummer auf diesem Transport lautete 772). Mit diesem Transport wurden 999 Menschen deportiert, von denen nur zwei überlebten. Hugo Traub und seine Frau Ela haben die Shoah nicht überlebt.
Sohn Jiří Rostislav Traub durfte überleben; er wurde Jurist und heiratete die Literaturkritikerin Věra Lišková-Traubová, die bei einem Bombenangriff 1944 in Brünn ums Leben kam.

## Veröffentlichungen (Auswahl)
- Die Reichtagspermanenz im Oktober 1848, in: Mitteilungen des Instituts für Österreichische Geschichtsforschung, Band 36 (1), S. 96–155, 1915
- K pokusu o vyrovnání české za Hohenwarta (pamětní spis českých vůdců podaný vládě ku konci května 1871), in: Český časopis historický Band 22, S. 123–134, 1916
- Z dějin university morayské, in: Český časopis historický 1918, Band 24, S. 209–243, 1918
- Dějiny Matice Moravské, 1919
- Posledni český pokus o vyrovnání s Rakouskem <1871>, Brno 1919
- Belcrediho program ministerský, Aufsat in: Český časopis historický, 1919, Band 25, S. 72–84, 1919
- František Ladislav Rieger, Prag 1922
- K pádu Auerspergova kabinetu, Aufsatz in: Český časopis historický, Band 29, S. 139–167, 1923
- Jak se stal Belcredi ministerským předsedou, Aufsatz in: Český časopis historický, Band 35, S. 105–129, 1929
- Z počátků rozkolu v české politice, Aufsatz in: Český časopis historický, Bd. 36, S. 90–117, 1930
- Veřejná činnost hr. V. Kaunice, Prag 1933
- Kdo byl Julius Grégr, Prag 1936

## Ehrungen
- Er war Ehrenmitglied des Museumsvereines.
- Am 25. September 1946 wurde die Ulice Hutterova in Ulice Traubova umbenannt

## Gedenkstätten
- Am 7. September 1946 erfolgte die Enthüllung eines Denkmals im Stadion von Sokol Brno I.
- Am 25. Oktober 1947 wurde eine Gedenktafel für die Opfer der Besatzung Mährischer Platz 6/1 in Brünn enthüllt. Damals war es ein Gebäude des Landesschulrates, heute befindet sich in diesem Gebäude das Oberste Verwaltungsgericht.
- Am 23. November 1947 erfolgte die Enthüllung einer Gedenktafel in Sokol Brno I für die Opfer des Zweiten Weltkrieges.
- Am Gymnasium Křenová 36/02 (Eingang Štěpánské ulice) befindet sich eine Gedenktafel für die Opfer der Besatzung für die Lehrer und Schüler der Schule.
- Am 19. Juli 2013 verlegte Gunter Demnig einen Stolperstein in der Čápkova 5, auf dem folgender Text zu lesen ist:

| ZDE ŽIL HUGO TRAUB NAR. 1879 DEPORTOVÁN 1942 DO TEREZÌNA ZAVRAŽDĚN 1942 V IZBICI | HIER LEBTE HUGO TRAUB GEB. 1879 DEPORTIERT 1942 NACH THERESIENSTADT ERMORDET 1942 IN IZBICA |